# عملية هول-هيرو

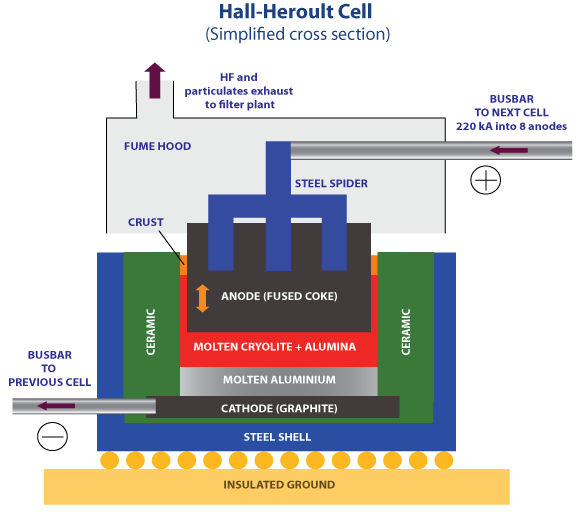

طريقة هال أو عملية هول-هيرو هي العملية الكيميائية الأساسية في إنتاج الألومنيوم، وهي تنسب إلى مكتشفيها تشارلز مارتن هول Charles Martin Hall وبول هيرو Paul Héroult اللذان اكتشفاها بشكل منفصل سنة 1886.
تتضمن العملية إذابة (حل) الألومينا (التي يحصل عليها من البوكسيت بواسطة عملية باير) في مصهور الكريوليت، ثم بإجراء عملية تحليل كهربائي باستخدام خلايا مخصصة لهذا الغرض، والتي تعمل عند درجات حرارة بين 940–980°س. تعطي العملية ناتج من الألومنيوم تتراوح نقاوته بين 99.5–99.8%. بالمقابل لا يتطلب إعادة تدوير الألومنيوم إجراء تحليل كهربائي كما هو متطلب في هذه العملية.

## اقرأ أيضاً
- تحليل كهربائي